# خالد الحربي
خالد الحربي (9 أكتوبر 1966 -)، ممثل وكاتب ومنتج ومخرج سعودي.

## عن حياته
ولد في المدينة المنورة من أب سعودي وأم مصرية، ثم انتقل إلى الكويت بسبب عمل والده هناك، وهو حاصل على بكالوريوس اقتصاد وماجستير في علم الاجتماع.
يعتبر من الفنانين الذين برعوا في الأداء وخاصة في مجال التمثيل، وأبدع أيضًا في اتقانه الشديد للهجة المصرية.
بدايته كانت في مسرح جامعة الملك عبد العزيز في جدة عام 1987، وبدأ بالكتابة والتمثيل، والتحق بجمعية الثقافة والفنون بجدة 1990، ثم كون فرقة مسرحية مع زملائه في نفس العام ثم تحوّلت إلى شركة إنتاج فني صغيرة، عمل في مجال التدريس أربع سنوات، ثم احترف الفن عام 1993 كممثل وكاتب ومنتج وأقام في القاهرة منذ احترافه حتى 2001، وقدّم العديد من الأعمال المصرية خلال تلك الفترة واستفاد من تواجده في القاهرة في صقل موهبته وتعلم أصول المهنة، ثم عاد 2001 ليقيم في جدة.
أول عمل تلفزيوني له على المستوى المحلي كانت سهرة تلفزيونية بعنوان «اللعبة» وكانت من تأليفه في عام 1991 أما على المستوى العربي فكان أول أعماله سهرة تلفزيونية بعنوان الساعات الأخيرة في عام 1992 وهي باكورة إنتاج الشركة التي كوّنها مع زملائه.
اشتهر كثيرًا بعد تأليفه وإخراجه 13 جزء من مسلسل بابا فرحان الموجه للأطفال، حيث كان من أنجح مسلسلات الأطفال في التلفزيون السعودي.
وحصل مسلسله السعودي أيام وليالي الذي قام بتأليفه وبطولته على الجائزة الذهبية في مهرجان الخليج للإذاعة والتلفزيون عام 2012.

## مناصبه
- عضو مؤسس في جمعية المسرحيين السعوديين.
- مستشار في جمعية الثقافة والفنون.[2]

## من أعماله

### من المسلسلات
- أمهات في بيت الحب.
- أبناء ولكن.
- بابا فرحان (عدة مواسم).
- حواء والتفاحة.
- حارة المحروسة.
- البيت الكبير.
- عفوا أبي.
- حكاية على جدران الزمن
- أمل وآلام.
- وينك يا درب الغنيمة.
- أين ولدي.
- كاني وماني.
- تسونامي.
- التنديل.
- غلطة نوف.
- الباشا.
- عيال بحر.
- صبيان وبنات.
- الساكنات في قلوبنا.
- العودة إلى الحياة.
- أيام وليالي.
- الخادمة.
- حسب التوقيت المحلي.
- يوم للحياة.
- تلك الأيام.
- الجذور.
- سكة سعد.
- قضايا من الوهم.
- عوضين وإمبراطورية عين.
- أبناء دهشان.
- أحلام فستق.
- حكايات مستر أيوب ومسز عنايات.
- قطار الذكريات.
- اعترافاتي.
- حكايات مجنونة.
- فارس السيف والقلم.
- شيء في صدري.
- رياح الخوف.
- سر الغائب.
- أبرياء في المصيدة.
- عروس البحر.
- أبطال الكشافة زيد وعبيد.
- السرايا.
- ليالي القمر.
- الحب الكبير.
- عنبر 4.
- القاتل هو.
- بعد الرحيل.
- الأمانة.
- حب تحت الحراسة.
- عندما تضحك الأوتار.
- حارة الشيخ.
- الضحايا.

### من الأفلام
- أصيل (فيلم قصير).
- ناس تجنن.
- بصمات الوهم.
- أحلام الفتى النائم.
- اللقاء الثاني.
- 2022: 90 يوم.[5]

### من المسرحيات
- الكل في واحد.
- وجبة سريعة.
- الفنار البعيد.
- إلحقني يا جاري.
- هاملت أخرج من رأسي (مونودراما).
- الفارس.

## التأليف

### المسلسلات
| السنة       | المسلسل      |
| ----------- | ------------ |
| 1992 - 2004 | بابا فرحان   |
| 1997        | البيت الكبير |
| 1998        | عفوا أبي     |
| 2001        | أمل وآلام    |
| 2009        | عيال بحر     |
| 2011        | أيام وليالي  |
| 2011        | خارج الأسوار |

### المسرحيات
| السنة | المسرحية       |
| ----- | -------------- |
| 2009  | وجبة سريعة     |
| 2013  | الحقني يا جاري |

### الأفلام
| السنة | الفيلم |
| ----- | ------ |
| 2009  | أصيل   |
| 2022  | 90 يوم |

## الجوائز والتكريم
- 2009: جائزة لجنة التحكيم الخاصة من مهرجان الجنادرية عن تأليف وتمثيل مسرحية  وجبة سريعة.
- 2009: جائزة أفضل عرض مسرحي وجبة سريعة في مهرجان الجنادرية.
- 2012: الجائزة الذهبية من مهرجان الخليج للإذاعة والتلفزيون لمسلسل أيام وليالي.
- 2013: تكريم من وزارة الثقافة والإعلام في مهرجان مسرح الطفل بالرياض.
- 2013: تكريم من مهرجان جدة المسرحي الأول عن إثرائه للحركة المسرحية.[1]

## وصلات خارجية
- خالد الحربي على موقع IMDb (الإنجليزية)
- خالد الحربي على موقع قاعدة بيانات الأفلام العربية